# Hugues Occansey

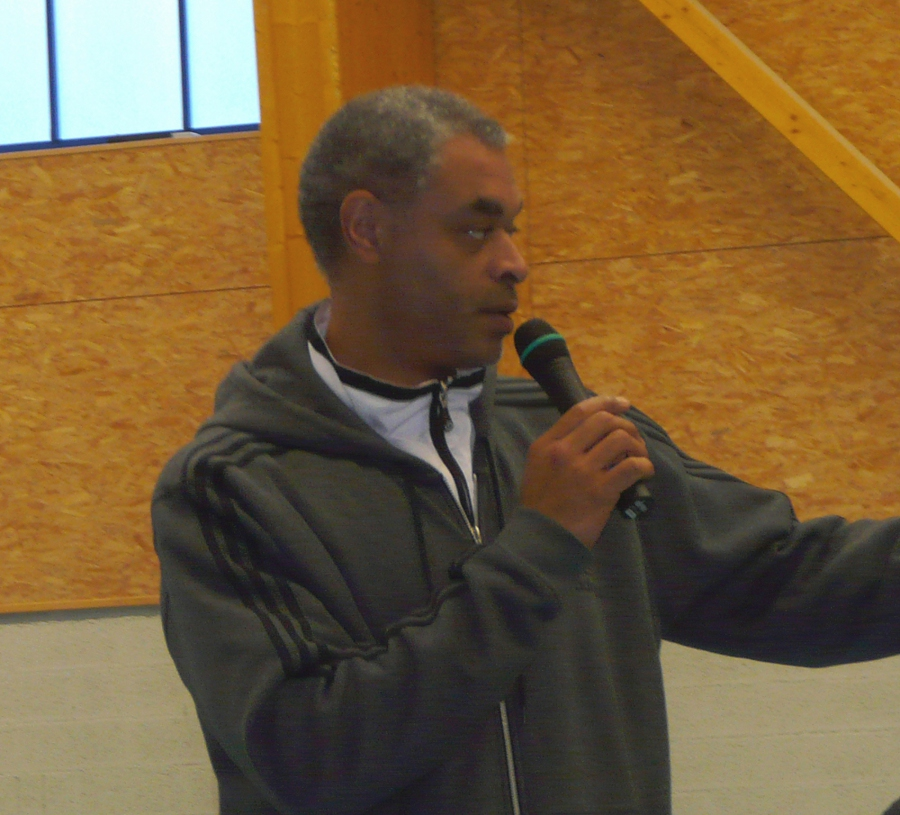
Occansey (2012)

Hugues Thierry Occansey (* 18. Dezember 1966 in Moyeuvre-Grande) ist ein ehemaliger französischer Basketballspieler.

## Laufbahn
Occansey spielte im Jugendbereich von SIG Straßburg, 1982 wechselte er in das Nachwuchsleistungszentrum von CSP Limoges. Für die CSP-Herrenmannschaft spielte er zunächst von 1983 bis 1988. In dieser Zeit gewann er dreimal die französische Meisterschaft (1984, 1985, 1988) und 1988 den Europapokal der Pokalsieger. Im Korać-Cup erreichte der 2,01 Meter messende Flügelspieler mit CSP 1987 die Endspiele, man verlor jedoch beide gegen den FC Barcelona.
Er verließ Limoges 1988 in Richtung Olympique d’Antibes. Mit Antibes gewann Occansey 1991 die Meisterschaft, in der Saison 1991/92 war er mit 21,5 Punkten je Begegnung bester einheimischer Korbschütze der Liga und wurde als bester Flügelspieler der Spielklasse ausgezeichnet (benannt von der Fachzeitschrift Maxi-Basket). Er blieb bis 1993 in Antibes.
Nach jeweils einem Jahr bei Montpellier Paillade Basket (1993/94) und Jet Lyon (1994/95) ging Occansey nach Limoges zurück. Anders als bei seinen Stationen Antibes, Montpellier und Lyon war er in Limoges weitaus weniger im Angriff gefragt, seine Punktausbeute sank deutlich. Occansey, der wegen seiner Vielseitigkeit jede Position ausfüllen konnte, wechselte mit 32 Jahren erstmals ins Ausland, er spielte von 1998 bis 2000 bei Peristeri Athen in Griechenland sowie in der ersten Hälfte der Saison 2000/01 bei Pamesa Valencia in Spanien. Im Januar 2001 ging er in sein Heimatland zurück, beendete das Spieljahr bei ALM Évreux und spielte in seinem letzten Jahr als Profibasketballer 2001/02 bei seinem Heimatverein SIG Straßburg.
Mit Frankreichs Nationalmannschaft nahm er an den Europameisterschaften 1991 und 1995 teil, er bestritt insgesamt 107 Länderspiele.
Als Trainer betreute Occansey unter anderem von 2004 bis 2006 Limoges CSP, war 2006/07 Co-Trainer von ASVEL Lyon-Villeurbanne, im Jahr 2007 Co-Trainer der Elfenbeinküste, war 2008/09 hauptverantwortlicher Trainer des BBC Nyon in der Schweiz, 2009 für den Verband Malis tätig (unter anderem betreute er die Nationalmannschaft des Landes bei der Afrikameisterschaft) und ab 2015 Cheftrainer der Elfenbeinküste. Er betreute die Auswahl bei den Afrikameisterschaften 2015 und 2017. Occansey blieb bis 2017 Trainer der Elfenbeinküste. Hernach war er 2021/22 als Trainer bei Maghreb de Fès (Marokko) tätig, Ende November 2022 wurde er Trainer des französischen Viertligisten La Charité Basket.